# Claus Jahncke
Claus Jahncke (* 7. Mai 1957 in Stuttgart) ist ein ehemaliger deutscher Fernsehschauspieler.

## Leben und Wirken
Der Sohn des Schauspielers Rolf Jahncke und jüngere Bruder von Heiner Jahncke hatte bereits als Kind in Stuttgart erste Kinderrollen gespielt. Nach seiner Übersiedelung nach Hamburg wurde er ab 1966 als Kinder- und Jugenddarsteller aktiv. 1977–1979 hatte er größere Rollen in den Serien Onkel Bräsig und PS. Seine letzten Rollen spielte er 1984. Heute arbeitet er als Trainer für Betriebs- und Personalräte.

## Filmografie
- 1966: Erinnerungen eines Flügels
- 1967: Landarzt Dr. Brock (Fernsehserie, 3 Folgen)
- 1968: Pole Poppenspäler
- 1969: In guten wie in bösen Tagen
- 1970: Die Tür ins Unbekannte
- 1971: Preußen über alles... – Bismarcks deutsche Einigung (Fernsehserie, eine Folge)
- 1972: Wir 13 sind 17
- 1973: Der Fall von nebenan (Fernsehserie, eine Folge)
- 1974: Eintausend Milliarden
- 1974: Der Hausaufsatz
- 1976: Berufsanfänger (Folge "Einer bleibt Arbeiter")
- 1977–1978: Onkel Bräsig (Fernsehserie, 8 Folgen; Rolle: Fritz Triddelfitz)
- 1979: PS (Fernsehserie, 4 Folgen)